# 日之影町立日之影小学校
日之影町立日之影小学校（ひのかげちょうりつ ひのかげしょうがっこう）は、宮崎県西臼杵郡日之影町大字岩井川にある公立の小学校。

## 概要
歴史
1876年（明治9年）に「岩井川小学校」として創立した「大人尋常高等小学校」と1881年（明治14年）に「岩井川小学校 中尾分教場」として創立した「中尾尋常高等小学校」の2校が1933年（昭和8年）に統合され、「岩井川尋常高等小学校」となった。数回の改組・改称を経て、現校名になったのは1956年（昭和31年）。2026年（令和8年）に創立150周年を迎える。
校章
1961年（昭和36年）制定。中央に「小」の文字を配している。
校歌
1961年（昭和36年）制定。作詞は佐伯英雄、作曲は佐藤五男による。歌詞は3番まであり、各番の歌詞中に校名の「日之影小学校」が登場する。
通学区域
以下の区域が指定されている。
「古園、大楠、新日之影、楠元、神影、追川、中崎、小崎、矢形の的、大瀬、横迫、後梅、岩井川中尾、戸川、日之影営林、西日之影、上日之影、東日之影、下日之影、竹の瀬、高校通り、上下顔、白仁田、戸の口、諸和久、下鶴、高橋、川中、赤川、仲村、広瀬、煤市、川の詰、上川、中の詰、藤谷、水無、奥村、糸平、大平、二又、鳥屋の平、樅木尾、下小原、今竹」。中学校区は日之影町立日之影中学校。

## 沿革
旧・大人小学校（おおひと）
- 1876年（明治9年）9月 - 大人（おおひと）神社下に「岩井川小学校」が創立。

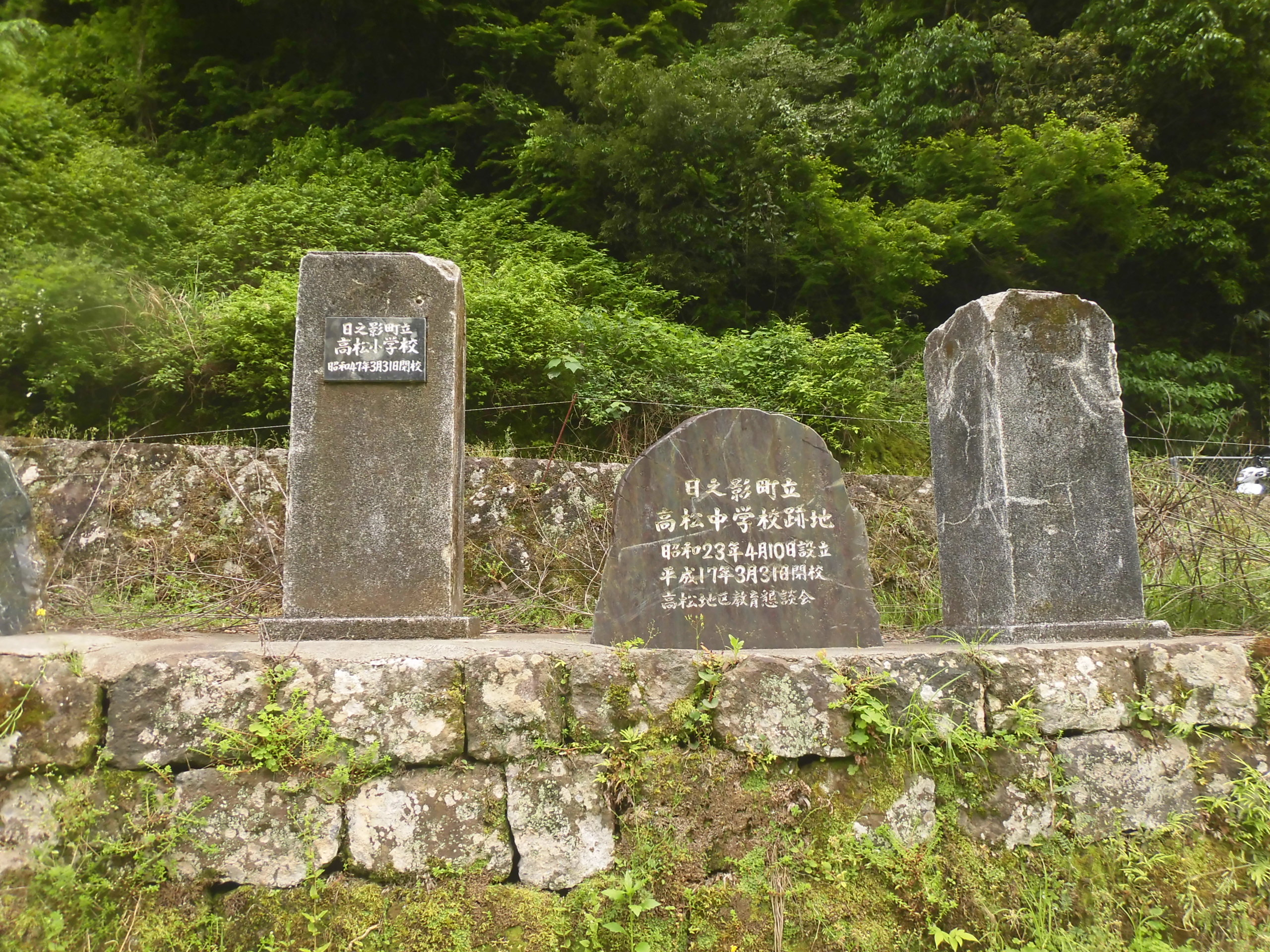
旧・高松小学校門柱

- 1877年（明治10年）10月 - 附属松ノ木校舎（分教場）を設置。
- 1881年（明治14年）11月 - 中尾分教場を設置。
- 1886年（明治19年）8月 - 小学校令が施行される。
  - 簡易科を設置の上、「簡易岩井川小学校」に改称。
  - 中尾分教場が分離の上、「簡易中尾小学校」として独立。
- 1892年（明治25年）6月 - 尋常科（4年制）を設置の上、「大人尋常小学校」に改称。
- 1906年（昭和39年）4月 - 農業補習学校を併設。
- 1908年（明治41年）4月 - 改正小学校令により、尋常科が4年制から6年制に改められる。尋常科5年を新設。
- 1909年（明治42年）
  - 4月 - 尋常科6年を新設。
  - 8月 - 校舎を新築の上、移転を完了。
- 1912年（明治45年）8月 - 高等科（2年制）を併置の上、「大人尋常高等小学校」に改称。
- 1914年（大正3年）3月 - 松ノ木分教場が分離の上、「松ノ木尋常小学校」として独立。
- 1922年（大正11年）3月 - 高等科を3年制とする。
- 1926年（大正15年）7月 - 青年訓練所を設置。
- 1933年（昭和8年）3月 - 中尾尋常高等小学校との統合により、「岩井川尋常高等小学校 大人分教場」となる。
- 1941年（昭和16年）4月1日 - 国民学校令施行により、「岩井川村岩井川国民学校 大人分教場」に改称。
- 1947年（昭和22年）
  - 4月1日 - 学制改革（六・三制の実施）により、新制小学校「岩井川村立岩井川小学校 大人分教場」に改称。
  - 6月 - 「岩井川村立大人小学校」として独立。
- 1951年（昭和26年）1月1日 - 2村（岩井川・七折）が合併の上、日の影町が発足。これにより、「日の影町立大人小学校」に改称。
- 1956年（昭和31年）10月1日 - 町名改称により、「日之影町立大人小学校」（最終名）に改称。（日の影町が日之影町になる）
- 1966年（昭和41年）
  - 3月31日 - 日之影町立日之影小学校への統合により、閉校。
  - 4月1日 - 大人へき地保育所が跡地（校舎・校地）の使用を開始。
- 1992年（平成4年）3月31日 - 日之影町内の保育所統合により、大人へき地保育所が閉園。その後、跡地には大人歌舞伎の館が建設された。

旧・中尾小学校（なかお）
- 1881年（明治14年）11月 - 「岩井川小学校 中尾分教場」が設置される。
- 1886年（明治19年）8月 - 岩井川小学校より分離の上、「簡易中尾小学校」として独立。
- 1892年（明治25年）2月 - 尋常科（4年制）を設置の上、「中尾尋常小学校」に改称。
- 1906年（昭和39年）4月 - 農業補習学校を併設。
- 1908年（明治41年）
  - 3月 - 校舎を新築。　
  - 4月 - 改正小学校令により、尋常科が4年制から6年制に改められる。尋常科5年を新設。
- 1909年（明治42年）4月 - 尋常科6年を新設。
- 1912年（明治45年）5月 - 高等科（2年制）を併置の上、「中尾尋常高等小学校」に改称。
- 1922年（大正11年）3月 - 高等科を3年制とする。
- 1926年（大正15年）7月 - 青年訓練所を設置。
- 1930年（昭和5年）
  - 1月22日 - 火災により校舎を焼失したため、分散授業を余儀なくされる。
  - 4月 - 現役場所在地に仮校舎が完成し、1・2年生を収容。3年生は木炭倉庫、4年生は食料品店2階、5・6年生は公会堂を使用。

統合・岩井川小学校→日之影小学校
- 1933年（昭和8年）3月 - 大人尋常高等小学校との統合により、「岩井川尋常高等小学校」となる。大人分教場を設置。
- 1935年（昭和10年）- 青年学校令施行により、併置の青年訓練所充当農業補習学校（公民学校）が青年学校となる。
- 1937年（昭和12年）3月 - 現在地に木造2階建て校舎を新築の上、移転を完了。中尾小学校火災以来続いていた分散授業が終了。青年学校を併設。大人分教場を設置。
- 1941年（昭和16年）4月1日 - 国民学校令施行により、「岩井川村岩井川国民学校」と改称。尋常科を初等科に改める。
- 1944年（昭和19年）9月 - 沖縄県佐敷国民学校からの疎開児童の受け入れを開始。
- 1946年（昭和21年）10月 - 疎開児童が、沖縄県佐敷村に戻る。
- 1947年（昭和22年）
  - 4月1日 - 学制改革が行われる（六・三制の実施）。
    - 岩井川国民学校初等科が、新制小学校「岩井川村立岩井川小学校」に改組・改称。
    - 岩井川国民学校高等科は、青年学校普通科とともに、新制中学校「岩井川村七折村組合立 日之影中学校」に改組・改称。小学校に併設される。

  - 6月 - 大人分教場が岩井川村立大人小学校として分離・独立。
- 1951年（昭和26年）1月1日 - 2村（岩井川・七折）が合併の上、日の影町が発足。これにより、「日の影町立日之影小学校」に改称。
- 1956年（昭和31年）10月1日 - 町名改称により、「日之影町立日之影小学校」（現校名）に改称。（日の影町が日之影町になる）
- 1961年（昭和36年）3月 - 校歌・校旗・校章を制定。
- 1964年（昭和39年）3月 - 鉄筋コンクリート造新校舎が完成。
- 1966年（昭和41年）4月1日 - 日之影町立大人小学校を統合。
- 1971年（昭和46年）4月 - プールが完成。
- 1972年（昭和47年）4月1日 - 日之影町立高松小学校を統合。
- 1975年（昭和50年）3月 - 体育館が完成。
- 1980年（昭和55年）4月1日 - 日之影町立仲組小学校を統合。
- 1985年（昭和60年）4月1日 - 青雲橋開通に伴い、中村および竹の原地区の児童が日之影町立宮水小学校へ転出。
- 1988年（昭和63年）7月 - 福岡市立高宮小学校と姉妹校を提携。
- 1990年（平成2年）4月1日 - 龍天橋開通に伴い、校区の一部を改定し、大人地区の児童が日之影町立宮水小学校に転出。
- 1993年（平成5年）4月1日 - 校区の一部を改定し、高松地区の児童が日之影町立高巣野小学校へ転出。
- 1997年（平成9年）9月 - 疎開記念碑「友情の絆」を除幕。
- 1998年（平成10年）9月 - 疎開記念日「友情の日」を制定。
- 2000年（平成12年）
  - 1月 - ふれあいルームを新設。
  - 4月1日 - 日之影町立見立小学校を統合。
- 2002年（平成14年）4月1日 - 日之影町立小原小学校を統合。
- 2003年（平成15年）4月 - 児童クラブを開設。
- 2004年（平成16年）2月 - 家庭科調理室を設置。
- 2007年（平成19年）
  - 1月 - 防犯パトロール隊が発足。
  - 12月 - 体育館の耐震工事が完了。
- 2010年（平成22年）9月 - 校舎の耐震工事が完了。
- 2011年（平成23年）8月 - 野外教室「絆」が完成。
- 2012年（平成24年）8月 - 給食配送車の車庫が完成。日之影町親子給食[2]を開始。
- 2018年（平成30年）3月 - 教室照明をLED化する。

旧・高松小学校（たかまつ）
- 1877年（明治10年）10月 - 栃の木集落に「岩井川小学校附属松ノ木校舎」（分教場）が設置される。
- 1886年（明治19年）4月 - 「簡易岩井川小学校附属松ノ木校舎」に改称。
- 1892年（明治25年）6月 - 「大人尋常小学校松ノ木分教場」に改称。
- 1914年（大正3年）3月 - 児童数の増加により、大人尋常小学校から分離の上、「松ノ木尋常小学校」として独立。
- 1941年（昭和16年）4月1日 - 国民学校令施行により、「松ノ木国民学校」に改称。尋常科を初等科に改める。
- 1947年（昭和22年）4月1日 - 学制改革（六・三制の実施）により、新制小学校「岩井川村立松ノ木小学校」に改組・改称。
- 1951年（昭和26年）1月1日 - 「日の影町立松ノ木小学校」に改称。
- 1956年（昭和31年）
  - 7月 - 鶴の平（岩井川678番地）に校舎を新築し、移転を完了。
  - 10月1日 - 「日之影町立松ノ木小学校」に改称。
- 1964年（昭和39年）6月 - 「日之影町立高松小学校」（最終名）に改称。
- 1972年（昭和47年）3月31日 - 日之影町立日之影小学校への統合により、閉校。95年（独立58年）の歴史に幕を閉じる。

旧・仲組小学校（なかぐみ）
- 1887年（明治20年）4月 - 「尋常山裏小学校[3]附属校舎」として、下鶴の民家で巡回授業を開始。
- 1900年（明治33年）- 校舎を新築し、「山裏尋常小学校仲組分教場」に改称。
- 1903年（明治36年）4月 - 山裏尋常小学校より分離し、「仲組尋常小学校」として独立。川の詰分教場を設置。
- 1911年（明治44年）2月 - 校舎を新築。
- 1914年（大正3年）4月 - 運動場を拡張。
- 1918年（大正7年）3月 - 川の詰分教場が分離の上、見立尋常小学校として独立。
- 1933年（昭和8年）12月 - 校舎を増築。
- 1937年（昭和12年）4月 - 高等科を併置の上、「仲組尋常高等小学校」に改称。
- 1941年（昭和16年）4月1日 - 国民学校令により、「岩戸村仲組国民学校」に改称。尋常科が初等科に改められる。
- 1947年（昭和22年）- 学制改革が行われる（六・三制の実施）。
  - 国民学校初等科が、新制小学校「岩戸村立仲組小学校」に改組・改称。
  - 国民学校高等科が、新制中学校「岩戸村立見立中学校 仲組分校」に改組され、小学校に併設される。
- 1949年（昭和24年）3月 - 校舎の大修理を実施。
- 1956年（昭和31年）10月1日 - 岩戸村の見立地区が日之影町に編入され、「日之影町立仲組小学校」（最終名）に改称。
- 1962年（昭和37年）3月 - 新校舎が完成。
- 1963年（昭和38年）4月 - 完全給食を開始。
- 1980年（昭和55年）3月31日 - 日之影町立日之影小学校への統合により、閉校。93年（独立77年）の歴史に幕を閉じる。

旧・見立小学校（みたて）
- 1887年（明治20年）4月 - 川の詰に「尋常山裏小学校[3]附属校舎」が設置され、巡回授業を開始。
- 1903年（明治36年）4月 - 「仲組尋常小学校 川の詰分教場」が設置される。後に「見立分教場」に改称。
- 1912年（大正元年）10月 - 内藤政挙により、藤谷集落に「私立見立尋常小学校」が創立。
- 1914年（大正3年）11月 - 3教室を増築。
- 1921年（大正10年）3月 - 仲組尋常小学校より分離の上、「（岩戸村立）見立尋常小学校」に改称。
- 1928年（昭和3年）5月 - 高等科を併置の上、「見立尋常高等小学校」に改称。
- 1930年（昭和5年）4月 - 新校舎1棟（3教室）が完成。
- 1933年（昭和8年）12月 - 校舎を移転改築。木造2階建て6教室が完成。
- 1938年（昭和13年）8月 - 木造平屋建て4教室が完成。
- 1941年（昭和16年）4月1日 - 国民学校令により、「岩戸村見立国民学校」に改称。尋常科が初等科に改められる。
- 1947年（昭和22年）- 学制改革が行われる（六・三制の実施）。
  - 国民学校初等科が、新制小学校「岩戸村立見立小学校」に改組・改称。
  - 国民学校高等科が、新制中学校「岩戸村立見立中学校」に改組され、小学校に併設される。
- 1956年（昭和31年）10月1日 - 岩戸村の見立地区が日之影町に編入され、「日之影町立見立小学校」（最終名）に改称。
- 1961年（昭和36年）- ミルク給食を開始。
- 1963年（昭和38年）4月 - 川の詰に鉄筋コンクリート造2階建ての新校舎が完成。完全給食を開始。
- 1988年（昭和63年）4月1日 - 休校となる。
- 2000年（平成12年）3月31日 - 日之影町立日之影小学校への統合により、閉校。

旧・小原小学校（こばる）
- 1878年（明治11年）4月 - 糸平の分城村庄屋跡に「第二区分城小学校」（分城の読みは「わけじょう」）が創立。
- 1881年（明治14年）7月 - 下小原の釈迦堂に移転。
- 1892年（明治25年）4月 - 「小原尋常小学校」に改称。
- 1894年（明治27年）2月 - 榎迫に移転。
- 1914年（大正3年）- 星山分教場が分離の上、星山尋常小学校として独立。
- 1926年（大正15年）6月 - 最終地（二又、大字分城737番地）に校舎を新築の上、移転を完了。
- 1941年（昭和16年）4月1日 - 国民学校令施行により、「岩井川村小原国民学校」に改称。尋常科を初等科に改める。
- 1943年（昭和18年）- 高等科を併置。
- 1947年（昭和22年）4月1日 - 学制改革（六・三制の実施）により、新制小学校「岩井川村立小原小学校」に改組・改称。
- 1949年（昭和24年）- 保健室・家庭科室を増築。
- 1951年（昭和26年）1月1日 - 「日の影町立小原小学校」に改称。
- 1956年（昭和31年）10月1日 - 「日之影町立小原小学校」（最終名）に改称。
- 1959年（昭和34年）
  - 3月 - 校歌を制定。
  - 6月 - 学校給食を開始。
- 1964年（昭和39年）1月 - へき地集会所が完成。
- 1967年（昭和42年）12月 - 鉄骨2階建て6教室の新校舎が完成。
- 1978年（昭和53年）3月 - 創立100周年記念式典を挙行。
- 2002年（平成14年）3月31日 - 日之影町立日之影小学校への統合により、閉校。124年の歴史に幕を閉じる。

## 交通
最寄りのバス停留所
- 宮崎交通「日之影発電所」バス停下車、徒歩6分

最寄りの幹線道路
- 宮崎県道209号上長川日之影線
- 宮崎県道237号北方高千穂線

最寄りの鉄道駅
- かつて、五ヶ瀬川の対岸に高千穂鉄道高千穂線の「日之影温泉駅」があったが、2008年（平成20年）に廃止された。

## 周辺
- 五ヶ瀬川
- 旭化成五ヶ瀬川発電所
- 日之影温泉

## 参考資料
- 「日之影町史 四 資料編2 村の歴史」（1999年（平成11年）3月発行, 日之影町）p.281～p.282（高松小学校）, p.310～p.311, p.317（大人小学校）, p.330, p.343, p.346～p.347（日之影小学校）, p.426～p.427（小原小学校）,p.489～p.490（仲組小学校）, p.507～p.508（見立小学校）